# Cubic Center
Cubic Center este o clădire de birouri de 12 etaje din Pipera, București.
Clădirea are o suprafață închiriabilă de 27.000 de metri pătrați
precum și o parcare cu 533 de locuri
iar construcția a fost finalizată în anul 2009.
Clădirea a fost dezvoltată de omul de afaceri Remus Capotă și vândută încă din 2007 fondului britanic de investiții Fabian, într-o tranzacție estimată la 60 de milioane de euro la vremea respectivă.
Fabian a fost cumpărat ulterior de omul de afaceri Dinu Patriciu.